# Codonopsimyzus sasammi
Codonopsimyzus sasammi är en insektsart som beskrevs av Lee, S. 2002. Codonopsimyzus sasammi ingår i släktet Codonopsimyzus och familjen långrörsbladlöss. Inga underarter finns listade i Catalogue of Life.